# Bergen auf Rügen (stacja kolejowa)
Bergen auf Rügen – stacja kolejowa w Bergen auf Rügen, w kraju związkowym Meklemburgia-Pomorze Przednie, w Niemczech. Znajdują się tu 2 perony.
Przy stacji parking, parking dla rowerów, postój taksówek.